# Hercynische Woud
Het Hercynische Woud was een oerbos dat in geschriften uit de klassieke oudheid voorkomt en te situeren valt ten oosten van de Rijn en ten noorden van de Donau. Onder anderen Julius Caesar (in De bello gallico), Tacitus en Titus Livius maakten melding van dit uitgestrekte woud dat in het gebied van de Germaanse stammen lag. 
Hedendaagse historici gaan ervan uit dat gebieden in het huidige Duitsland als de Harz, het Zwarte Woud, het Odenwald, het Thüringerwoud en het Boheemse Woud deel uitmaakten van het Hercynische Woud. Op het gebied van reliëf zou het Hercynische Woud grotendeels te klasseren zijn als middelgebergte.

## Trivia
- Het uitgestrekte Hercynische Woud sprak tot de verbeelding bij de bevolking, gezien de sagen die de ronde doen over fabeldieren als het Hercynisch hert en de ercinee die er zouden leven.
- Het Hercynische Woud is de titel van een boek van de Nederlandse schrijfster Simone van der Vlugt uit 2005.